# دائرة الكارة
دائرة الكارة هي إحدى دوائر إقليم برشيد، التابع لجهة الدار البيضاء سطات، المملكة المغربية. تضم الدائرة 7 جماعات قروية، وبلغ عدد سكانها 59354 فرداً سنة 2004 حسب الإحصاء الرسمي للسكان والسكنى. يتبع للدائرة 10 مشيخة و131 دوار.

## التقسيمات الإداريّة
تعتبر دائرة الكارة إحدى الدوائر المشكّلة لإقليم برشيد، وهو التقسيم الإداري من المستوى الرابع المعتمد في المغرب. ينقسم إقليم برشيد إلى 18 جماعات قروية تختلف من حيث السكان والمساحة، والتي بدورها تنقسم إلى مشيخات تضم عدداً من الدواوير.